# Rob Herring
Robert („Rob“) Patrick William Herring (* 27. April 1990 in Kapstadt) ist ein irischer Rugby-Union-Spieler südafrikanischer Herkunft. Er spielt auf der Position des Haklers für das irische Franchise Ulster Rugby und die irische Nationalmannschaft. Zu seinen Erfolgen gehört ein Turniersieg mit Irland bei den Six Nations (mit Grand Slam).

## Biografie

### Vereinskarriere
Herring absolvierte die South African College Schools, eine der ältesten und renommiertesten Bildungsinstitutionen des Landes, und spielte für die Schulmannschaft. Nach seinem Abschluss zog er zunächst nach England und trat 2009 der Rugby-Akademie des Erstligisten London Irish bei. Er bestritt 2010 einige Partien in der Premiership Rugby, ebenso wurde er an den Blackheath FC und an London Welsh ausgeliehen. Da er keinen definitiven Profivertrag erhielt, kehrte er nach Südafrika zurück, um sein Studium fortzusetzen. Er nahm für die Western Province am Currie Cup und für die Universität Stellenbosch am Varsity Cup teil. Zwei irische Franchises, Ulster Rugby aus Belfast und Connacht Rugby aus Galway, zeigten im Jahr 2012 Interesse an einer Verpflichtung Herrings. Beide boten ihm einen zweijährigen Entwicklungsvertrag an; Herring hingegen bat um eine sechsmonatige Probezeit, um sein Studium fortsetzen zu können, falls es nicht klappen sollte, worauf Ulster zustimmte.
Vor Beginn der Saison 2012/13 unterschrieb Herring bei Ulster. Zu Beginn war er lediglich Ersatz für Mannschaftskapitän Rory Best, erhielt aber, wenn dieser mit der Nationalmannschaft unterwegs war, zunehmend Einsatzmöglichkeiten. Bei Bests Abwesenheit während der Weltmeisterschaft 2015 übernahm er erstmals das Amt des Mannschaftskapitäns. Sein 100. Spiel für Ulster bestritt er am 16. September 2016 beim 19:8-Sieg gegen die Scarlets. Nach Bests Rücktritt im Jahr 2019 war er Ulsters erste Wahl als Hakler. Am Ende der Saison 2019/20 stand er im Meisterschaftsfinale, doch seine Mannschaft unterlag Leinster Rugby mit 5:27. Am Ende der Saison 2022/23 egalisierte er den bisher von Andrew Trimble und Darren Cave gehaltenen Rekord von 229 Einsätzen für Ulster.

### Nationalmannschaft
Herring war von der South African Rugby Union nie für eine Juniorenauswahl nominiert worden, durch seine aus Irland stammenden Großeltern war er jedoch für die irische Nationalmannschaft spielberechtigt. Er bestritt von 2013 bis 2015 einige Partien für die Auswahlteams Emerging Ireland und Ireland Wolfhounds. Für das Six Nations 2014 wurde er in den erweiterten Kader berufen, kam aber nicht zum Einsatz. Sein erstes Test Match bestritt er am 14. Juni 2014 als Einwechselspieler beim 17:23-Auswärtssieg gegen Argentinien, sein zweites ließ dann jedoch bis November 2017 auf sich warten. Nationaltrainer Joe Schmidt nominierte ihn für die Weltmeisterschaft 2019 als Ersatz für den verletzten Seán Cronin nach, setzte ihn aber letztlich nicht ein.
Zum Stammspieler stieg Herring während des Six Nations 2020, als er in allen fünf Partien der Startformation angehörte. Anlässlich der Mid-year Internationals 2022 erzielte er am 16. Juli 2022 einen Versuch beim historischen 32:22-Auswärtssieg über Neuseeland und trug somit dazu bei, dass die Iren erstmals überhaupt eine Dreierserie gegen die All Blacks für sich entscheiden konnten. Beim Six Nations 2023 stand er dreimal auf dem Feld und trug mit einem Versuch gegen England zum Turniersieg mitsamt Grand Slam bei.

## Erfolge
Ulster Rugby:
- Meisterschaftsfinalist Pro 12 / Pro 14: 2013, 2020

Irland:
- Sieger Six Nations: 2023
- Grand Slam: 2023
- Triple Crown: 2022, 2023